# Legenda věků
Legenda věků (La Légende des siècles) je třídílný epický básnický cyklus francouzského romantického prozaika, dramatika a básníka Victora Huga, ve kterém se autor zamýšlí nad vývojem lidstva v cestě za pokrokem a humanitou a optimisticky věří v jeho lepší budoucnost.
Cyklus tvoří jakousi volnou trilogii s dvěma autorovými eposy vydanými až posmrtně. Jde o La Fin de Satan (1886, Konec Satana) a Dieu (1891, Bůh).

## Vznik cyklu
První díl cyklu vznikl téměř celý za pobytu Huga v exilu na ostrově Guernsey a vydán byl ve dvou svazcích roku 1859 v Bruselu a v Paříži. Hugo jej chtěl původně vydat pod názvem Malé epopeje (Les petites épopées), ale jak se mu dílo pod rukou rozrůstalo do šíře celých staletí, zvolil jiný, výstižnější název.
Druhý díl cyklu byl vydán rovněž ve dvou svazích roku 1877 v den Hugových narozenin a kromě částí napsaných v letech 1875–1877 obsahuje i některé básně vytvořené ještě před rokem 1859 na Guernsey. Závěrečný třetí díl vyšel v jednom svazku v červnu roku 1883 a o několik měsíců později vydal nakladatel Hetzel tzv. definitivní edici Legendy věků ve čtyřech svazcích.
Z hlediska svého vzniku je Legenda věků na rozhraní mezi romantismem a symbolismem, protože vznikla v druhé polovině 19. století v době, kdy romantismus již ustupoval jiným uměleckým směrům. Se symbolismem má společné tíhnutí k abstrakci a k mýtu a k vytváření postav jako nositelů určitých hodnot, které jim přisuzuje autor (spíše než lidmi z masa a kostí jsou takové postavy personifikovanými idejemi).
Soudobí kritici přijali cyklus s velkým nadšením jako jedno z největších literárních děl francouzské i světové literatury. Přesto však mnozí z nich poukazovali na relativní nesoudržnost a fragmentálnost skladby, která není epickým celkem, což je však při tak velkém uměleckém záměru pochopitelné.

## Obsah cyklu
Podle Hugovy předmluvy z roku 1859 má jeho epopej „vyjádřit lidstvo v jakémsi cyklickém díle: vykreslit je postupně a současně ze všech stran, ať je to historie, bajka, filosofie, náboženství nebo věda, jež splývají v jediném obrovském pohybu ke světlu.“ Dále Hugo píše, že „tyto básně, odlišné námětem, ale inspirované touž myšlenkou, váže mezi sebou jediná niť, velká tajemná niť lidského labyrintu, pokrok.“ Cílem jeho cyklu je popsat „rozkvět lidského rodu ze století do století, člověka stoupajícího z temnot k ideálům, přeměnu pozemského pekla v ráj, v pomalý a svrchovaný rozkvět svobody.“ Cyklus si tak klade za cíl dát lidstvu naději, že se vymaní z područí vladařů a bohů, kteří jej omezují.
Dílo je proto souhrnem mnoha desítek rozsáhlých poem, krátkých epických vyprávění, filosofických vizí i drobných obrázků. Ty Hugo rozdělil do šedesáti jednoho oddílu, které jsou v definitivní edici z roku 1883 více méně chronologicky seřazené. Některé oddíly jsou výrazně delší, některé sestávají z více básní, některé jsou samy o sobě jedinou básní. Žánrově je zde obsaženo vlastně vše: epika, lyrika, scény dramatické, satira, básně meditativní i filosofické. Jednotlivé básně pak čerpají z námětů mytologických a biblických, z chansons de geste, z pověstí a legend, z historií králů i buřičů, významných i prostých lidí, hrdinů i zrádců. Obsahově sleduje Legenda věků jednotlivé etapy lidstva od biblických počátků přes pohanský starověk a středověký rytířský svět, přes orientální a muslimskou tematiku a inkvizici 16. století až k Napoleonovi a k vizi 20. století.

## Oddíly cyklu

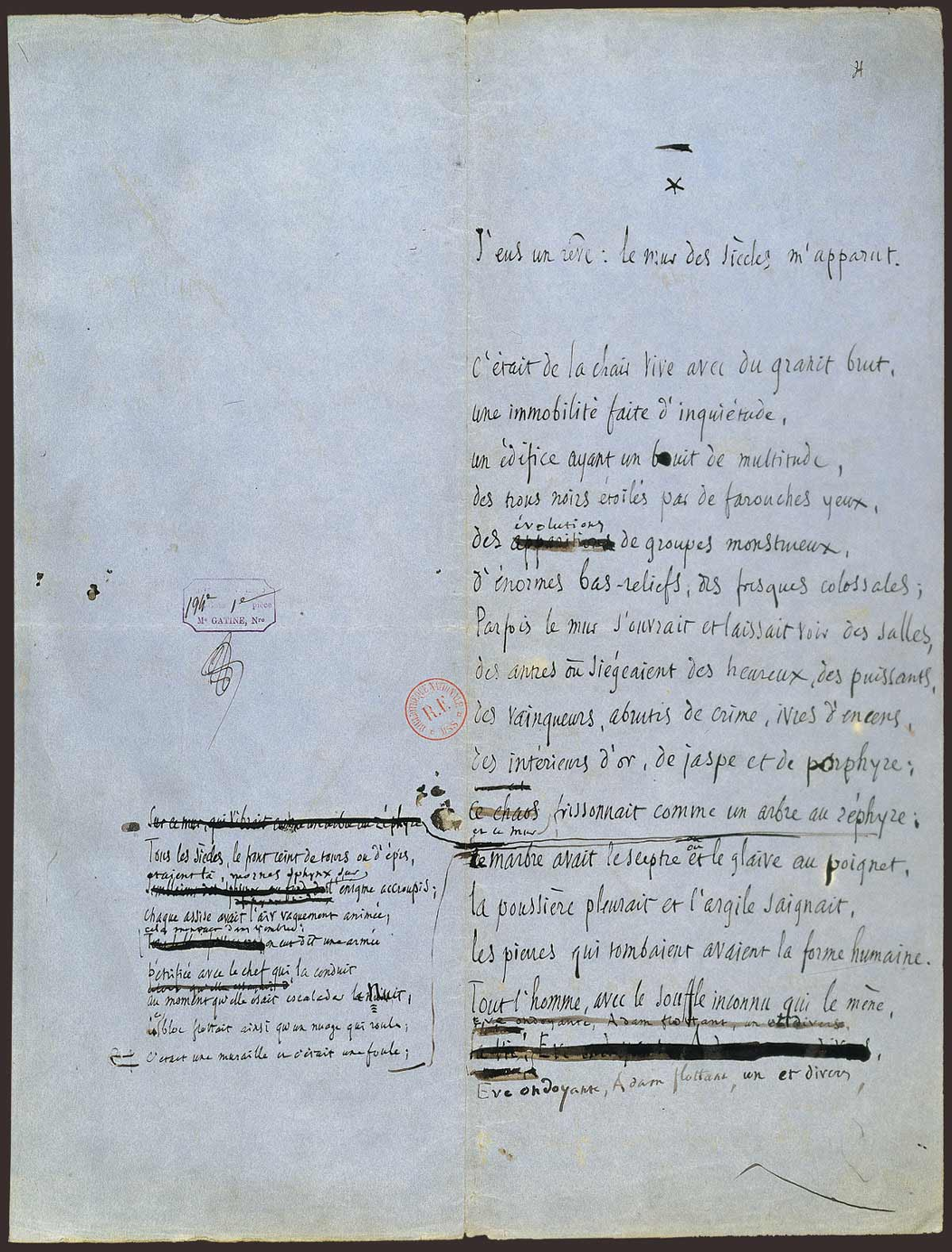
Rukopis básně La Vision d'où est sorti ce livre (Vize, z níž se zrodila tato kniha)

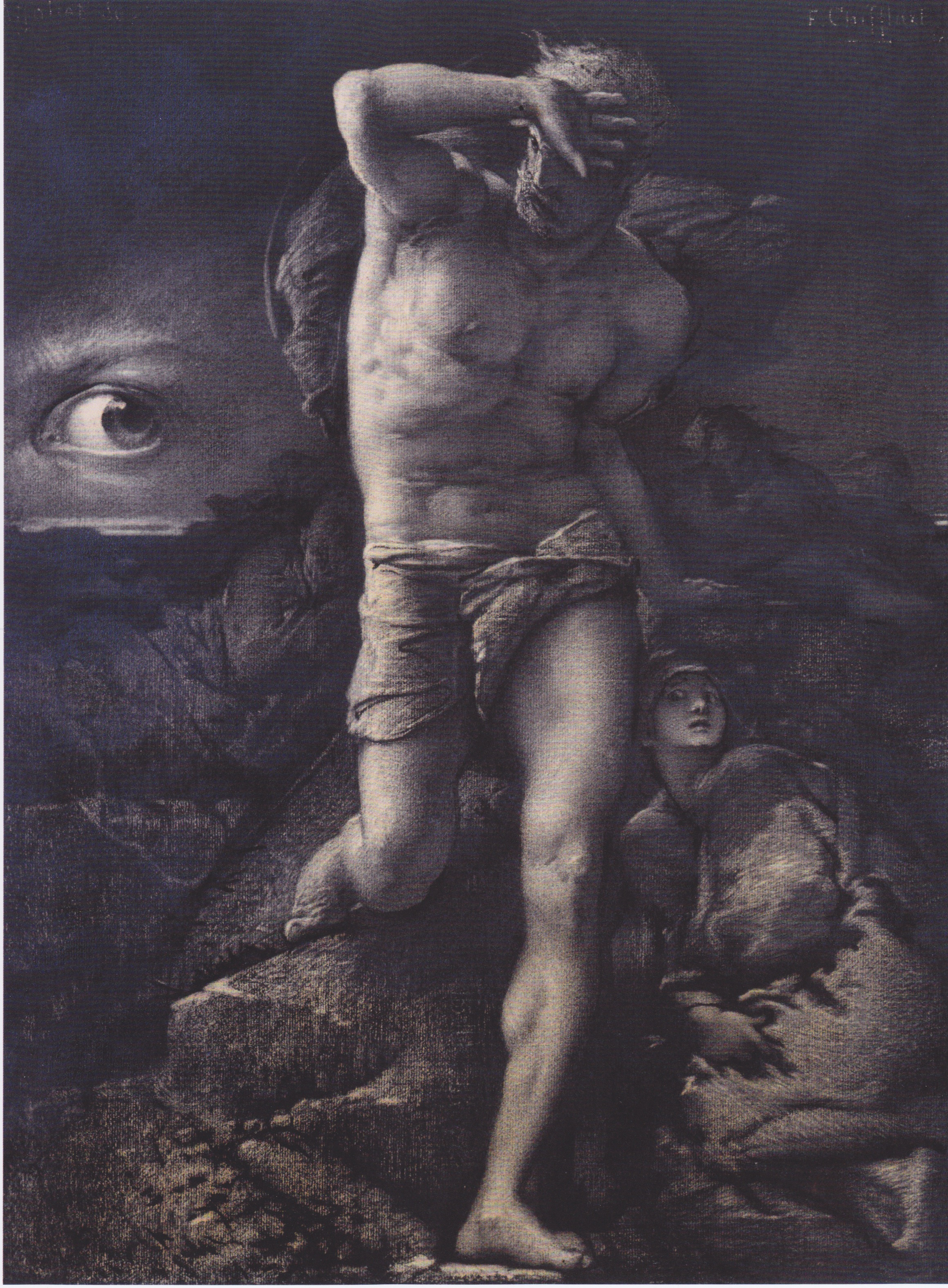
Ilustrace Françoise Chifflarta k básni La Conscience (Svědomí)

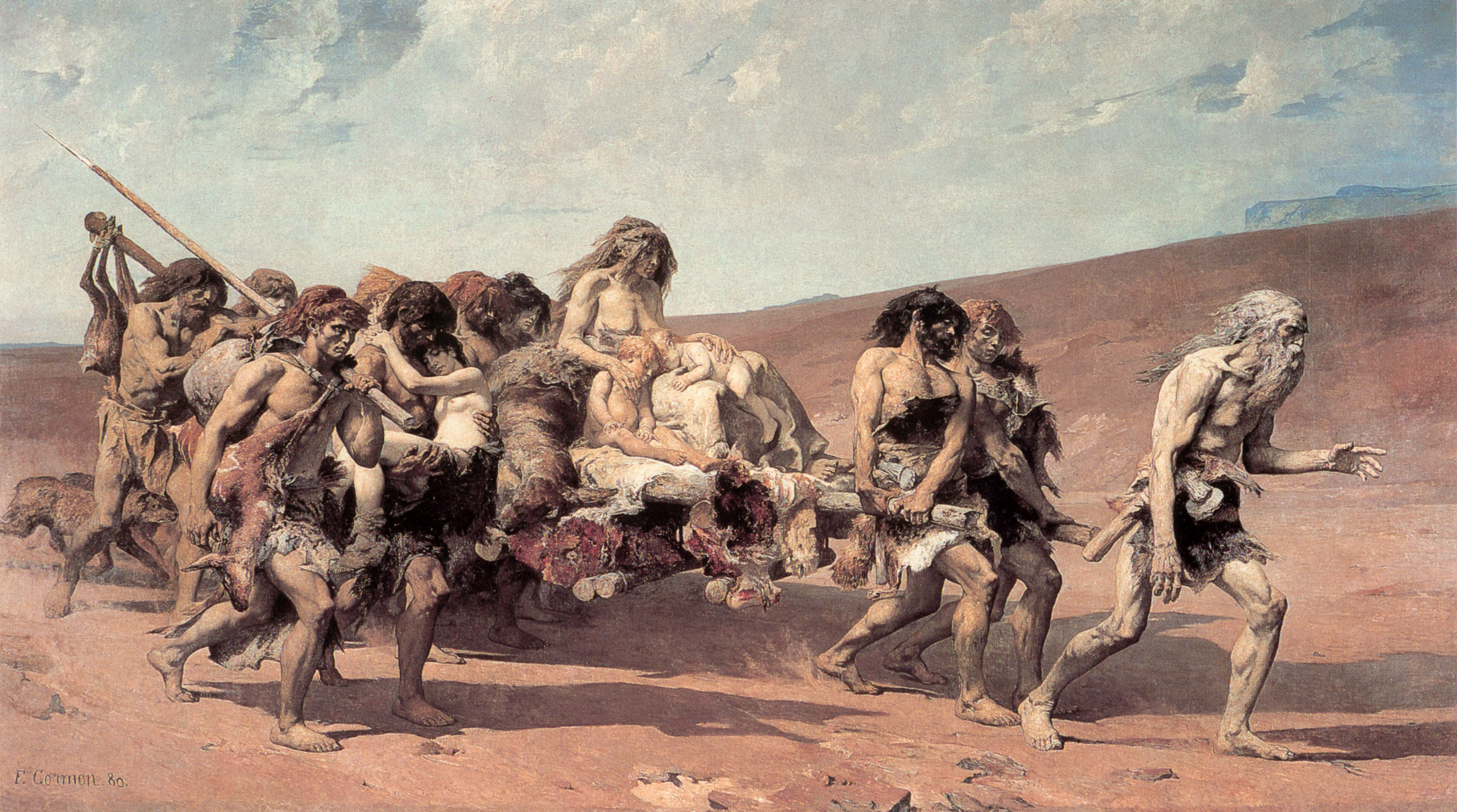
Kain - obraz Fernanda Cormona inspirovaný básní La Conscience (Svědomí)

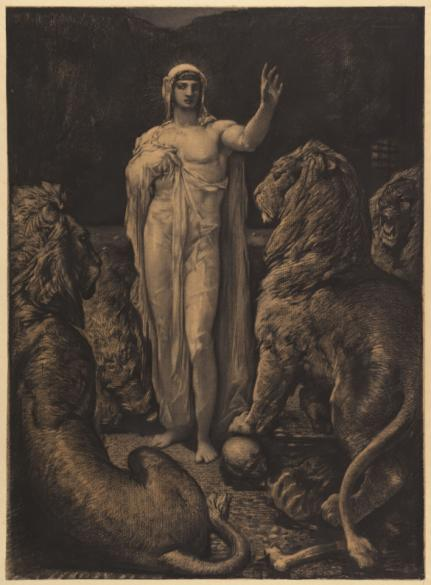
Ilustrace Françoise Chifflarta k básni Les Lions (Lvi)

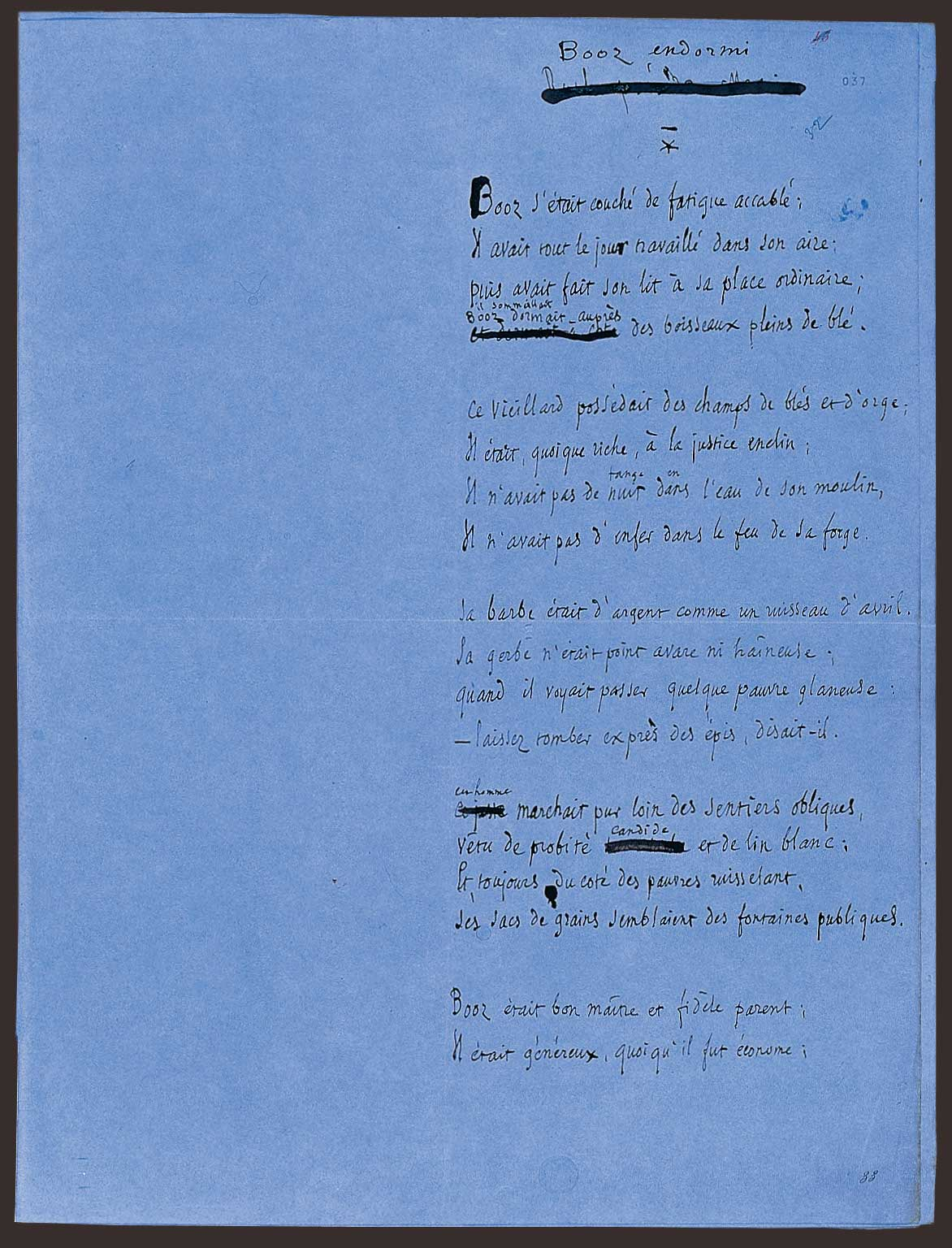
Rukopis básně Booz endormi (Spící Boáz nebo Spící Booz)

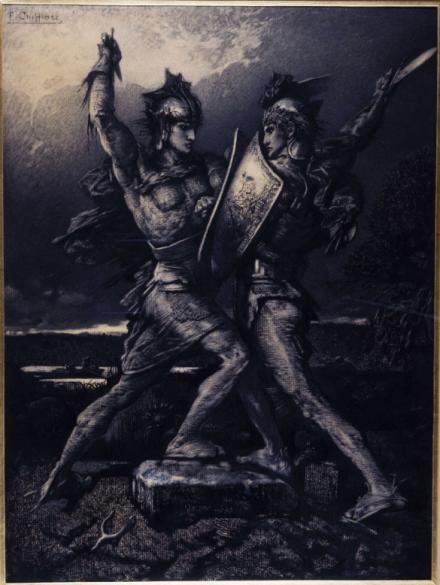
Ilustrace Françoise Chifflarta k básni Le Mariage de Roland (Rolandova svatba)

Seznam oddílů cyklu je uváděn dle jeho definitivní edice z roku 1883:
- Préface (Předmluva).
- La Vision d'où est sorti ce livre (Vize, z níž se zrodila tato kniha). V úvodní básni cyklu Hugo vysvětluje, jak se obsah jeho epopeje zrodil z přízračné minulosti, v níž se krvavě a tragicky vytvářela důstojnost člověka.[9]
- I.  La Terre (Zem), oslavný hymnus.
- II. D'Ève à Jésus (Od Evy k Ježišovi). Oddíl obsahuje osm básní z nichž šest je inspirováno Starým zákonem: Le Sacre de la femme a La Conscience (Svědomí) vycházejí z knihy Genesis a vypráví o Adamovi a Evě a o Kainovi a Ábelovi, Les Lions (Lvi) z knihy Daniel, Le Temple (Chrám) čerpá z knihy Exodus, Booz endormi (Spící Boáz) z knihy Růt a Dieu invisible au philosophe z knihy Numeri. Novým zákonem je inspirována báseň Première rencontre du Christ avec le tombeau vyprávějící o vzkříšení Lazara. Poslední osmá báseň Puissance égale bonté vychází z Koránu a pojednává o revoltujícím andělovi Iblisovi.[8]
- III. Suprématie,
- IV. Entre géants et dieux (Mezi obry a bohy) popisuje vzpouru člověka proti bohům.[9]
- V. La Ville disparue,
- VI. Après les dieux, les rois (Po bozích králové) popisuje snahu člověka vzbouřit se proti svým králům.[9]
- VII. Entre lions et rois (Mezi lvy a králi),
- VIII. Décadence de Rome, oddíl se zabývá úpadkem Říma.
- IX. L'Islam, oddíl je věnován islámu a Mohamedovi.
- X. Le Cycle héroïque Chrétien (Křesťanský hrdinský cyklus), v oddílu jsou básně věnované hrdinským válečníkům a rytířům jako byl Karel Veliký nebo Roland, o němž je v oddílu báseň Le Mariage de Roland (Rolandova svatba) popisující jeho souboj s rytířem Olivierem a jeho úmysl oženit se s jeho sestrou po vzájemném usmíření.[10]
- XI. Le Cid exilé (Cid ve vyhnanství), oddíl věnovaný španělskému hrdinovi Cidovi.
- XII. Les Sept Merveilles du monde (Sedm divů světa), oddíl obsahuje básně Le temple d'Ephèse (Chrám v Efesu), Les jardins de Babylone (Babylónské zahrady), Le Mausolée (Mauzoleum), Le Jupiter olympien (Olympijský Jupiter), Le Phare (Maják), Le colosse de Rhodes (Rhodský kolos) a Les Pyramides (Pyramidy).[11]
- XIII. L'Épopée du ver,
- XIV. Le Poëte au ver de terre,
- XV. Les Chevaliers errants (Potulní rytíři), oddíl je opět věnována rytířskému světu a pochází z něho básně Durandal travaille (Durandal v práci), líčící část bitvy v pyrenejském průsmyku Roncevaux, kdy je Roland již posetý ranami, ale stejně pobíjí svým kouzelným mečem Durandalem další a další nepřátele,[12] a rozsáhlá poema Éviradnus o útlaku královské moci a o jejím zneužívání.[13]
- XVI. Les Trônes d'Orient (Trůny Orientu),
- XVII. Avertissements et châtiments (Varování a tresty), oddíl obsahuje mimo jiné básně Le Travail des captifs (Práce zajatých) a L'Aigle du casque (Orel z přílby) vyjadřující manichejský rozpor mezi dobrem a zlem.[14]
- XVIII. L'Italie - Ratbert,
- XIX. Welf, Castellan d'Osbor,
- XX. Les Quatre Jours d'Elciis,
- XXI. Le Cycle pyrénéen,
- XXII. Seizième siècle – Renaissance Paganisme (Šestnácté století - renesance, pohanství). Obsahem tohoto oddílu je poema Satyr, ve které faun tváří tvář bohům prorokuje jejich konec a vyroste z groteskní postavy v symbol vzestupu člověka z nevědomosti k ovládnutí světa.[15]

„Pod touhou dusivou“, vzkřik faun v tvář patře všem,

„se zrodí skutečnost, zlo tvrdě zkrocující.

Co jest to tento svět, vy nejste mi s to říci.

Nepochopili jste, vítězní bohové!

Nad vámi, vítězi, jsou jiní duchové.

Sní v ohni, v oblaku, ve vodě, v dešti, všude,

a čekají váš pád, jenž jednou hrozný bude. (překlad Svatopluka Kadlece).
- XXIII. Je me penchai,
- XXIV. Clarté d'âmes,
- XXV. Les Chutes ,
- XXVI. La Rose de l'Infante,
- XXVII. L'Inquisition (Inkvizice),
- XXVIII. La Chanson des Aventuriers de la Mer (Píseň mořských dobrodruhů), oddíl obsahuje báseň o osudech námořníků ve formě písně s refrénem:

Když koráb náš z Otrantu plul,

nás bylo kopy půl;

leč v Cadix přišlých zpět

nás bylo pět. (překlad Jaroslava Vrchlického).
- XXIX. Mansétude des anciens juges,
- XXX. L'Échafaud,
- XXXI. Dix-septième siècle, Les Mercenaires (Sedmnácté století, Žoldnéři),
- XXXII. Inferi,
- XXXIII. Le Cercle des tyrans,
- XXXIV. Ténèbres,
- XXXV. Là-haut,
- XXXVI. Le Groupe des Idylles, oddíl je věnován dvaceti dvěma významným filosofům, básníkům a prozaikům v průběhu věků (Orfeus, Archilochos, Theokritos, Vergilius, Dante, Petrarca, Ronsard, Shakespeare, Voltaire a další).[11] V básni Petrarca touží milenec po své dívce Lauře, která je ale již mrtvá. Díky tomu, že skutečná láska povznáší člověka na jeho nad smyslnost, je přesvědčen že může svou dívku mít plně teprve v tom okamžiku, kdy je od něj tak daleko.[16]

Láska nás povznáší nad naší smyslnost

a touhu. Lauro má, násobí vzdálenost.

Mohu tě plně mít, pouze když vzdálená si!

Pak teprv vychutnat smím všechny tvoje krásy.

Jsi se mnou, táži se, má něho zmizelá?

Ne řekl zrak. Ano, má duše pravila. (překlad Gustava Francla).
- XXXVII. Les Paysans au bord de la mer,
- XXXVIII. Les Esprits,
- XXXIX. L'Amour (Láska),
- XL. Les Montagnes,
- XLI. Océan (Oceán),
- XLII. À l'Homme,
- XLIII. Le Temple,
- XLIV. Tout le passé et tout l'avenir,
- XLV. Changement d'horizon (Změněný obzor). Báseň ukazuje rozdíl mezi básníky starověkými a romantickými. Pro Homéra byl idolem válečník a nosným tématem básní byly války, v období romantismu se stává idolem mír.[17]
- XLVI. La Comète,
- XLVII. Un poëte est un monde,
- XLVIII. Le Retour de l'Empereur (Návrat císaře), oddíl věnovaný Napoleonovi.
- XLIX. Le Temps présent (Současná doba), oddíl jednak vyzdvihuje revoluční titány 19. století, kladoucí si draze vykupované cíle – například v básni Paroles dans l’épreuve (Slova ve zkoušce),[18] jednak tuto dobu charakterizuje v básni Choix entre deux passants (S kým jsem šel) jako dobu smrti a hanby.[11]

Já viděl Smrt, já viděl Hanbu, obě

jak lesem příšerným šly v noční době.

Bez lesku tráva scuchaná se chvěla.

Na mrtvém komoni Smrt černá jela.

A Hanba na koni, jenž hnil, se hnala.

Houšť skřekem havranů se ozývala. (překlad Jaroslava Vrchlického).
- L. L'Élégie des fléaux,
- LI. Voix basses dans les ténèbres,
- LII. Les Pauvres Gens (Chudí lidé),
- LIII. Le Crapaud,
- LIV. La Vision de Dante (Dantovské vize), oddíl obsahuje myšlenky soudů za vraždy a zneužití moci a ostře kritizující justici, vladaře i papeže.[18]
- LV. Les Grandes Lois,
- LVI. Rupture avec ce qui amoindrit,
- LVII. Les Petits (Maličcí), oddíl věnovaný dětem. Báseň Question sociale (Sociální otázka) je věnována matce s dcerou, které žijí v jednom městě a navzájem se neznají. Matka je prostitutka a dcerka je holčička bez domova, která nakonec skončí jako její matka.[19]
- LVIII. Vingtième siècle  (Dvacáté století), v tomto oddíle Hugo staví proti sobě v básních Pleine mer (Širé moře) a Plůeine ciel (Širé nebe) do kontrastu přízračný válečný koráb, symbolizující minulý svět zla, nenávisti a válek, a loď plující éterem jako utopickou vidinu budoucích osudů lidstva (člověk se zbavuje všech tyranů a jejich přisluhovačů a lži a nenávisti, zmocňuje se světa a stoupá ke hvězdám a k nesmrtelnosti).[18]

Ten koráb zázračný! Svým letem tiší hněv,

pozemské výkřiky proměnil v čistý zpěv,.

svěží krev vlévá v zvadlé žíly.

Nastolil nový řád a tolik blankytu.

vnes v duši člověka, že vlasti v chvíli tu

se v jeden národ slily. (překlad Jiřího Pechara).
- LIX. Ô Dieu, dont l'œuvre va plus loin que notre rêve,
- LX. Hors des temps, oddíl obsahuje báseň Polnice soudu (Hors du temps), obraz posledního soudu ve slohu Apokalypsy.[20]
- LXI. Abîme (Propast), v tomto oddílu dává Hugo celé epopeji vyústění, ve kterém dochází k názoru, že člověk stoupající k pokroku je v moci nějaké vyšší nepoznané síly, kterou nazývá Bůh. Tento Bůh však nemá mnoho společného s bohem církevním.[21]

## Česká vydání
Legenda věků jako celek česky doposud nevyšla. V různých výborech a antologiích se objevují jen jednotlivé básně.
- Spící Booz, Píseň mořských dobrodruhů, Práce zajatých, S kým jsem šel, básně jsou obsaženy v knize Poesie francouzská nové doby, Eduard Grégr, Praha 1877, přeložil Jaroslav Vrchlický.
- Spící Booz, Dobré dílo, Stará Říše na Moravě 1933, přeložil Bohuslav Reynek.
- Satyr, Sfinx – Bohumil Janda, Praha 1947, přeložil Svatopluk Kadlec, znovu 1949 se souborem grafických listů Maxe Švabinského.
- Satyr, Supraphon, edice Lyra Pragensis, Praha 1971, přeložil Tomáš Vondrovic.
- Vize, z níž se zrodila tato kniha, Rolandova svatba, Babylónské zahrady, Durandal v práci, Satyr, Petrarca, Změněný obzor, Sociální otázka, Dvacáté století, básně jsou obsaženy ve výboru z veršů Victora Huga Beru si slovo, Odeon, Praha 1982, přeložil Gustav Francl a Jiří Pechar (Dvacáté století).
- Širé moře, širé nebe, Supraphon, edice Lyra Pragensis, Praha 1986, přeložili Naděžda Macurová a Zdeněk Hrbata.
- Eviradnova píseň, Orel z přílby, Satyr, Spící Boáz, básně jsou obsaženy v knize André Lagardeho Francouzská literatura 19. století, Garamond, Praha 2008, přeložil Gustav Francl a Jiří Pelán Spící Boáz).